# Зазор
Зазо́р (рос. зазор; англ. clearance; нім. Spiel n, Abstand m, Luft f, Lücke f) —
- позитивна різниця між розмірами отвору і вала (розмір отвору більший розміру вала)[1];
- проміжок, щілина, що утворюється між близько розташованими окремими предметами[джерело?] (синоніми: просвіт, прозір).